# Donacia fastuosa
Donacia fastuosa là một loài bọ cánh cứng trong họ Chrysomelidae. Loài này được Khnzorian miêu tả khoa học năm 1962.